# Tata Xenon
Il Tata Xenon è un Pick Up di medio-grandi dimensioni prodotto dalla casa automobilistica Tata a partire dal 2007. In Italia il veicolo sostituisce il Tata Pick-Up, mentre in alcuni paesi esteri la vettura viene commercializzata come Tata TL Sprint e Tata Pick-Up seconda serie.

## Il contesto
Il veicolo progettato totalmente in Inghilterra viene presentato al Salone di Bologna edizione 2007 per entrare in produzione nel dicembre dello stesso anno presso gli stabilimenti in India. Sviluppato su di una piattaforma completamente inedita utilizza un telaio a longheroni che rende il veicolo particolarmente adatto all'uso in fuoristrada. Il cassone è completamente in alluminio.
Il motore di 2,2 litri turbodiesel common-rail, 16 valvole (denominato Dicor) è stato sviluppato dall'austriaca AVL e prodotto su licenza dalla Tata Motors. Sviluppa una potenza di 140 cavalli (103 kilowatt) permettendo emissioni contenute in 224 grammi di anidride carbonica emesse ogni chilometro (nel ciclo combinato). La percorrenza media dichiarata è di 11,8 km/l mentre la coppia massima è di 320 N·m tra i 1.700 e i 2.700 giri.
Disponibile sia con la trazione posteriore (4x2) e cambio manuale a 5 rapporti, che con l'integrale inseribile (4x4) abbinata ad un cambio manuale a 5 rapporti più 5 ridotte, viene prodotto in due differenti versioni:
- Cabina Singola (lunghezza 4,80 metri, cassone 1,88 X 1,41 metri, omologazione 2 posti)
- Cabina Doppia (lunghezza 5,13 metri, cassone 1,43 X 1,41 metri, omologazione 5 posti)

## Allestimenti e accessori
In Italia è commercializzato in un unico allestimento denominato Base che comprende di serie il differenziale autobloccante, il volante regolabile in altezza e gli alzacristalli elettrici mentre tra gli optional figurano i cerchi in lega, il climatizzatore del tipo manuale e la vernice metallizzata.